# Стеценко Юрій Миколайович
Юрій Миколайович Стеце́нко (народився 11 квітня 1945 в Києві) — радянський український веслувальник, байдарочник, олімпійський чемпіон (1972), громадський діяч. Заслужений майстер спорту (1970), чемпіон світу (1966, 1970, 1971), бронзовий призер (1966). Бронзовий призер чемпіонату Європи (1967, 1969). Професор, кандидат педагогічних наук.

## Життєпис
Золоту олімпійську медаль Юрій Стеценко здобув на мюнхенській Олімпіаді в складі команди СРСР на байдарці-четвірці на дистанції 1000 метрів.
Президент Міжнародної асоціації ветеранів спорту (МАФіС), Фонду олімпійських чемпіонів «Золотий олімп».

## Нагороди та відзнаки
- орден «Знак Пошани» (1972)
- медаль «За трудовую доблесть»
- Почесний громадянин міста Києва (05.2021)